# Doris Stone
Doris Zemurray Stone (Nueva Orleans, 19 de noviembre de 1909 – Covington, Luisiana, 21 de octubre de 1994) fue una arqueóloga y etnógrafa estadounidense, especializanda en Mesoamérica precolombina y el llamada Área Intermedia de América Central. Sirvió como directora del Museo Nacional de Costa Rica y trabajó en numerosas universidades de Estados Unidos.

## Biografía
Nacida en 1909 en Nueva Orleans, Luisiana, Doris Zemurray era hija de Samuel Zemurray, un judío ruso inmigrante quién fundó la Compañía de Fruta Cuyamel el año siguiente, y que tras su éxito comercial vendió a la United Fruit Company en 1930, compañía que él mismo dirigió entre 1933 a 1952.
En 1917 Zemurray se mudó con su familia a una mansión de tres pisos en St. Charles Avenue, frente a la Universidad Tulane, la cual devendría en la casa familiar por las próximas cuatro décadas, antes de ser transferida a la casa de estudios como residencia de los rectores.
Doris Zemurray asistió a la Universidad Radcliffe en Cambridge, Massachusetts, donde ella obtuvo un major en antropología y una licenciatura en arqueología. Graduada en 1930,  durante sus estudios conoció y se casó con Roger Thayer Stone, estudiante de física del Union College, Schenectady.
El año después de graduarse, Doris Stone se unió al Departamento de Investigación Mesoamericana en Tulane. Por los siguientes ocho años, Stone estuvo empleada ahí inicialmente como investigadora asociada en etnografía, y luego como asociada en arqueología.
En 1939, poco antes del estallido de Segunda Guerra Mundial, Doris Stone y su marido se mudaron a Costa Rica, donde Roger tuvo intereses empresariales en una plantación de café en Curridabat, en las afueras de la capital San José. Stone se mantendría allí y en América Central por las siguientes dos décadas, regresando a Nueva Orleans después de la muerte de su padre y tras la jubilación de su marido del negocio de las plantaciones, en 1961.
Con su marido Roger Thayer Stone, fundó el Centro Stone para Estudios Latinoamericanos de la Universidad Tulane. Doris Stone fue honrada con un doctorado honorario otorgado en 1973 por el Union College, alma mater de su marido. 
En sus últimas décadas, Doris sirvió como presidenta de la Zemurray Foundation, agencia de financiación que apoya programas educativos y culturales, establecida a través del legado de su padre. Su marido Roger había sido presidente de fundación hasta su muerte en 1983.
Stone murió en Covington, Luisiana, el 21 de octubre de 1994, a la edad de ochenta y cuatro años.